# サン・ピエトロ大聖堂を訪問するカルロス3世

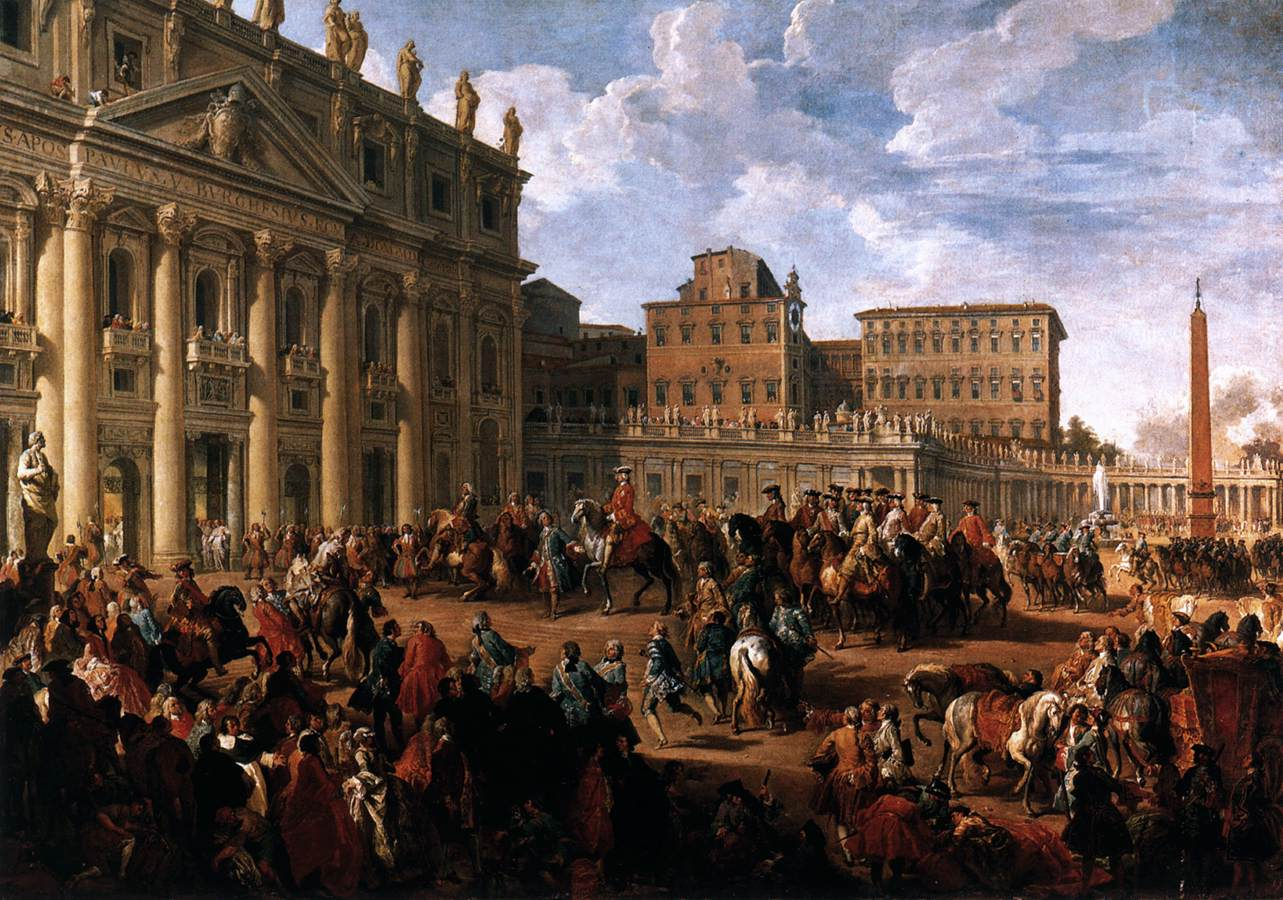
サン・ピエトロ大聖堂を訪問するカルロス3世 (ジョバンニ・パオロ・パンニーニ作)

サン・ピエトロ大聖堂を訪問するカルロス3世 (伊: Carlo di Borbone in visita alla basilica di San Pietro 英: Charles of Bourbon Visiting St Peter's Basilica)は、イタリアの画家のジョバンニ・パオロ・パンニーニによるキャンバス油絵で、1746年にカルロス3世から依頼され、同年に完成した。これはクイリナーレ宮殿のコーヒー・ハウスでベネディクトゥス14世を訪れるカルロス3世の依頼の一部であり、両作品は現在ナポリのカポディモンテ国立博物館に所蔵されている。

## 歴史
この絵は、1744年にヴェッレトリでブルボン軍がオーストリア軍に勝利した後、1741年の協定に署名して以来、スペイン国王カール3世がローマ教皇ベネディクト14世を訪問した際の様子を描いている。キャンバスはもともとカポディモンテ宮殿にあったが、1806年にパラッツォ・デッリ・スツディに移され、1957年にカポディモンテ宮殿に戻った。
この絵には、ヴァティカのサン・ピエトロ大聖堂のファサードの前で、馬に乗ったカール3世が華麗で世俗的な熱意を示し、スペインの偉大な人物たちが続いている様子が描かれている。画家自身もこの出来事の目撃者であった。作品の中央には主要な場面をより際立たせるために大勢の人々に囲まれた主要な人物が描かれ、背景には遠近感を与えるように教皇の宮殿が描かれている。